# Скален манастир
Скалните манастири са манастири, изкопани в труднодостъпни скали.
Предпочитани са от аскети, избрали по-суров начин на живот и по-голямо уединение, които спомагат за молитвеното настроение, мисловната и душевна чистота, които те търсят като път към постоянното богообщение – целта на живота, който те водят. По този начин аскетите също скриват от очите на хората добродетелите, които са постигнали в резултат от аскетизма, но не за да лишат хората от добър пример, а за да не се възгордеят и така да обезсмислят положения труд в служба на Бога.

## Скални манастири в България
- Аладжа манастир
- Алботински скален манастир
- Басарбовски манастир
- Ивановски скални църкви
- Крепчански скални манастири[1][2]
- Скални манастири до гр. Тервел, обл. Добрич
  - Скален манастир „Асар евлери“ до с. Балик[3][4]
  - Скален манастир „Гяур евлери“ до с. Балик[5][6]
  - Скална обител „Тарапаната“ до с. Балик
  - Скален скит „Вълчанова стая“ до с. Брестница
- Скални манастири по Шуменското плато
  - Осмарски манастири
  - Троицки манастири
  - Хан-Крумски манастир[7][8]
  - Дивдядовски манастир[9]
- Скални манастири около Провадия:[10]
  - Скален манастир „Саръ кая“[11][12]
  - Скален манастир „Чукара“[13]
  - Скален манастир „Шашкъните“[14]
  - Скален манастир „Тъпаните“
  - Рояшки скални манастири „Дженевиз канара“ край село Рояк[15][16]
  - Скален манастир „Кара пещера“ край село Манастир[17][18][19][20][21]
  - Скални манастири край село Петров дол:
    - Скален манастир „Свети Георги“[22]
    - Скален манастир „Голямата канара“ (Седемте одаи)[23][24][25]
    - Скален манастир „Градище“[26][27]
- Скални манастири край Невша[28]
- Скален манастир „Св. Стефан“ – гр. Никопол[29]
- Крушунски скален манастир[30]

## Скални манастири по света
- Метеора – Тесалия, Гърция;
- Скален манастир Света Троица (на италиански „Il Santuario della SS. Trinita“) – Валепиетра, Италия;
- Киевско-Печорска лавра – Киев, Украйна;
- Паро Такцанг – Паро, Бутан.